# سعود الزهراني
سعود علي أحمد الزهراني (مواليد 23 مايو 1993) هو لاعب كرة قدم سعودي.

## مسيرة اللاعب
لعب في نادي الباحة ونادي قلوة.